# Olga Lambea Martínez
Olga Lambea Martínez (Madrid, 20 de septiembre de 1973) es una periodista y presentadora española.

## Trayectoria
Es licenciada en Ciencias de la Información en Periodismo por la Facultad de Ciencias de la Información (Universidad Complutense de Madrid) e inició su carrera en TV Guadalajara, así como en otros medios regionales de televisión y prensa escrita.
En agosto de 2005 se incorporó a RTVE, en los Servicios Informativos de TVE, presentando informativos en el Canal 24 horas, en el Informativo territorial de Madrid y en el TD3. También ha sido redactora del Área de Nacional y del Canal 24 horas, formando parte del equipo de edición y presentación de La mañana en 24 horas.
De 2012 a 2014 presentó Informe semanal en sustitución de Ana Roldán,   programa al que regresó en 2018 de manera provisional. También elaboró y presentó los microespacios Fue informe que se emitían en el Canal 24 horas.Al mismo tiempo, entre 2014 y 2019, fue presentadora suplente del TD1 y del TD2. 
En 2015 trabajó en La noche en 24 horas y en 2016 también en Emprende.
Entre 2017 y 2018 asumió la conducción y coedición de Hora 14 también en el Canal 24 horasy entre 2018 y 2019, copresentó Diario 24 horas junto a Álex Barreiro y Elena Ochoa.
Desde septiembre de 2019, copresenta los informativos de fin de semana del Canal 24 horas.

## Premios y reconocimientos
En noviembre de 2022 fue finalista a los Premios Iris de la Academia de Televisión por Informativos Canal 24 horas.